# Thesaban
Thesaban (en tailandés: เทศบาล) es la denominación y clasificación administrativa de los municipios en Tailandia. Hay tres niveles de municipios: ciudad (Thesaban nakhon), pueblo (Thesaban mueang) y municipio de subdistrito (Thesaban tambon). Las localidades de Bangkok y Pattaya son entidades municipales con un régimen especial.
Todos los municipios pueden hacerse cargo de algunas de las responsabilidades que se asignan a los distritos (amphoe) o comunas (tambon) en las áreas rurales.

## Tipos

### Ciudad
Se conoce como ciudad a lo que se denomina Thesaban nakhon (en tailandés: เทศบาล นคร). Para disfrutar de este reconocimiento administrativo, el municipio debe tener una población de al menos 50.000 habitantes y una densidad de población de 3.000 habitantes por kilómetro cuadrado.

### Pueblo o localidad
Se conoce como pueblo o localidad a lo que se denomina Thesaban mueang (en tailandés: เทศบาล เมือง). Para esta calificación administrativa el municipio tiene que ser una capital de provincia, o tener una población de al menos 10 000 habitantes, una densidad de población de 3.000 por habitantes por km², e ingresos suficientes para cubrir las obligaciones  reconocidas a los thesaban mueang en las leyes administrativas.

### Municipio de subdistrito
Se conoce como municipio de subdistrito a los Thesaban tambon (en tailandés: เทศบาล ตำบล). Es la organización municipal más pequeña y básica de Tailandia. A pesar de su nombre, no se debe confundir con los tambon, que es la tercera subdivisión administrativa del territorio y una figura asimilable a una comuna. Para calificar como subdistrito a un municipio, necesita poseer unos ingresos brutos de, por lo menos, 5 millones de baht, una población de 5.000 habitantes, una densidad de población de 1.500 por habitantes por km², y el consenso de la población de la zona.
La mayoría de los actuales municipios de subdistrito fueron originalmente sukhaphiban, creados a finales del siglo XIX a imitación de los distritos sanitarios del Reino Unido y que fueron la primera entidad municipal reconocida en Tailandia.